# 新・男の紋章 若親分誕生
『新・男の紋章 若親分誕生』（しん おとこのもんしょう わかおやぶんたんじょう）は、1967年2月4日に公開された日本映画である。製作・配給は日活。監督は井田探、主演は高橋英樹。
八尋不二の小説をベースにした任侠アクション映画で、男の紋章シリーズの番外編である『[新・男の紋章シリーズ』の第1作。

## あらすじ
大正初期の東京。罪のない人々を苦しめるあくどい一家に村瀬政吉が挑む。

## キャスト
- 村瀬政吉：高橋英樹
- おしん：橘和子
- 城野雪：山本陽子
- 仁右衛門：須賀不二男
- 城野喜十郎：見明凡太郎（見明凡太朗）
- 村瀬かね：初井言榮
- 丸谷惣平：佐野浅夫
- お力：長内美那子
- すてっき松：郷鍈治
- 松源：弘松三郎
- 清元：山田禅二
- 鮫州の卯之助：宮阪将嘉
- 竹本弥吉：高品格
- 清香：新井麗子
- 追分源七：加原武門
- 飛鳥：雪丘恵介
- 伊三郎一家の客人：野呂圭介
- 六：玉村駿太郎
- 捨松：河野弘
- 伊三郎一家の子分：武藤章生
- 手打ち式の親分：長尾敏之助、小泉郁之助
- 橋の工事に雇われた百姓：神山勝
- 丸惣に土地を取られる地主：紀原土耕
- 伊三郎の妻：原恵子
- 紅勘：伊豆見雄（伊豆見英輔）
- 由公：荒井岩衛
- 立ち退きを命じる役人：相原巨典
- 居酒屋の客：白井鋭
- 伊三郎一家の子分：千代田弘
- 柳橋の芸者のスカウトマン：二木草之助
- 伊三郎一家の子分：近江大介
- 番長鉄に財布をとられる男：水木京二（水木京一）
- 伊三郎一家の子分：小林亘
- 番長鉄の子分・銀座一家子分：戸波志朗
- 車夫：久松洪介
- 銀座一家子分：高橋明
- 古本屋：井田武（いだたけ志）
- 番長鉄の子分：岩手征四郎
- 銀座一家の子分：沢美鶴、中平哲仟
- 城野の書生：平塚仁郎
- 番長鉄の子分：立川博
- ある組の組員：二階堂郁夫
- 銀座一家の子分：大庭喜儀
- 城野を狙撃する男：水川国也
- 卯之助の側近：式田賢一
- 城野友也：小宅雅裕（千葉裕）
- お雪の弟：日下部聖悦
- お雪：瞳美沙
- 柳橋の料亭の芸者：深町真喜子（深町真樹子）
- 幼少期のお雪：高田真穂
- 橋の工事に雇われた百姓：渡辺節子
- 番長鉄の子分：玉川長太
- 幼少期の政吉：中原剛
- 番長鉄の子分：前田武彦（大前田武）
- 伊三郎一家の子分：賀川博臣（賀川修嗣）
- 刺青：河野弘
- 遊侠所作指導：笛田直一
- 擬斗：高瀬将敏
- バラ福：名古屋章
- 番長鉄：玉川良一
- 石川寅吉：田中邦衛
- 伊三郎：石山健二郎

## スタッフ
- 監督：井田探
- 脚本：甲斐久尊
- 企画：大塚昇
- 原作：八尋不二
- 音楽：大森盛太郎

## 同時上映
- 拳銃は俺のパスポート